# Burnley (circonscription britannique)
La circonscription de Burnley est une circonscription située dans le Lancashire et représentée à la Chambre des communes du Parlement britannique.